# Minecraft film
Minecraft film (eng. A Minecraft Movie) američka je fantastična avanturistička komedija iz 2025. godine temeljena na videoigri „Minecraft” iz 2011. koju je izradio „Mojang Studios”. 
Režirao ga je Jared Hess, a napisali: Chris Bowman, Hubbel Palmer, Neil Widener, Gavin James i Chris Galletta, prema priči Allison Schroeder, Bowmana i Palmera. U filmu glume: Jason Momoa, Jack Black, Danielle Brooks, Emma Myers i Sebastian Hansen. U filmu, četiri neprilagođene osobe bile su provučene kroz portal u kubični svijet i moraju krenuti u potragu u stvarni svijet uz pomoć stručnog majstora Stevea.
Planovi za filmsku adaptaciju „Minecrafta” nastali su 2014., kada je kreator igre Markus Persson otkrio da je „Mojang” u pregovorima s „Warner Bros. Pictures” o razvoju projekta. Tijekom svog razvoja, „Minecraft film” mijenjao se između nekoliko redatelja, producenata i nacrta priče. Do 2022. uključio se „Legendary Entertainment”, a Hess je angažiran kao redatelj s Momoom u pregovorima da glumi. Daljnji odabir glumaca trajao je od svibnja 2023. do siječnja 2024. Glavno snimanje započelo je kasnije tog mjeseca na Novom Zelandu i završilo u travnju 2024. Mark Mothersbaugh je skladao glazbu, a „Sony Pictures Imageworks”, „Wētā FX” i „Digital Domain” osigurali su vizualne efekte filma.
Film je imao svoju svjetsku premijeru u Empireu u Londonu 30. ožujka 2025., a u kinima je prikazan u cijelom svijetu 4. travnja. Film je dobio mješovite kritike od kritičara, koji su hvalili glumačku postavu, iako su neki bili podijeljeni oko njegove radnje i vjernosti izvornom materijalu. Zaradio je 336,1 milijun dolara diljem svijeta (stanje 9. travnja 2025.) u odnosu na proračun od 150 milijuna dolara, postavši četvrti film po veličini zarade 2025. godine i deseti film po zaradi s radnjom o videoigrama svih vremena.

## Radnja
Steve, prodavač kvaka, otkriva Globus dominacije i Zemljin kristal u rudniku, koji stvaraju portal u Nadzemni svijet (Overworld), temeljen na kockama. Nakon što je izgradio svoj raj, pronalazi Nether carstvo i zatvara ga Malgosha, svinjska vladarica koji mrzi kreativnost i želi da Globus kontrolira Nadzemni svijet. Steve daje svome psu Dennisu sakriti artefakte u stvarnom svijetu.
Godinama kasnije, Garrett, bivši prvak u igricama s propalom prodavaonicom u Chuglassu (Idaho), kupuje Steveove stvari na aukciji. U međuvremenu, braća i sestre Henry i Natalie sele se u grad nakon majčine smrti. Kad Henry upadne u nevolje u školi, pretvara se da mu je Garrett ujak. U Garrettovoj trgovini, Henry kombinira artefakte, otvarajući portal. Natalie i njihova agentica za nekretnine Dawn slijede ih.
U Nadzemnom se svijetu bore s čudovištima i upoznaju Stevea, koji im objašnjava da im treba zamjenski kristal iz Woodland Mansiona nakon što njihov pukne. Tijekom racije svinja, ekipa se razdvoji. Malgosha šalje Veliku svinju za njima.
Nakon skretanja do Steveovih dijamanata (što zanima Garretta), stižu do vile, ali gube Globus od Malgoshe, koja je koristi za napad na Nadzemni svijet. Ekipa izrađuje oružje i željezne goleme kako bi uzvratila. Henry vraća Kristal, vraća sunčevu svjetlost i pobjeđuje Malgoshinu vojsku.
U Chuglassu naprave uspješnu videoigru, Dawn otvara svoj zoološki vrt s Dennisom, Natalie podučava samoobranu, Henry usavršava svoj jetpack, a Garrett sa Steveom vodi prodavaonicu igrica.

## Uloge
- Jack Black kao Steve
- Jason Momoa kao Garrett
- Emma Myers kao Natalie
- Danielle Brooks kao Dawn
- Sebastian Hansen kao Henry

## Sinkronizacija
Sinkronizaciju Minecraft filma izveo je Duplicato Media d.o.o. Autorica prijevoda i prepjeva, kao i vokalna redateljica, jest Lana Blaće, a redatelj dijaloga Marko Juraga.

### Glasovi
- Steve – Ervin Baučić
- Garrett "Smetlar" Garrison – Amar Bukvić
- Henry – Darin Pavišić
- Natalie – Lora Simikić
- Dawn – Lu Jakelić
- Malgosha – Radojka Šverko
- VP Marlene – Alka Vuica
- General Chungus – Filip Detelić
- Daryl – Goran Malus
- Reporter – Marko Šapit
- G. Gunchie – Miro Čabraja
- Kristina Habuš
- Marko Juraga
- Adnan Prohić
- Boris Barberić
- Dino Antonić
- Mario Mirković
- Lana Blaće